# Tratado del Elíseo

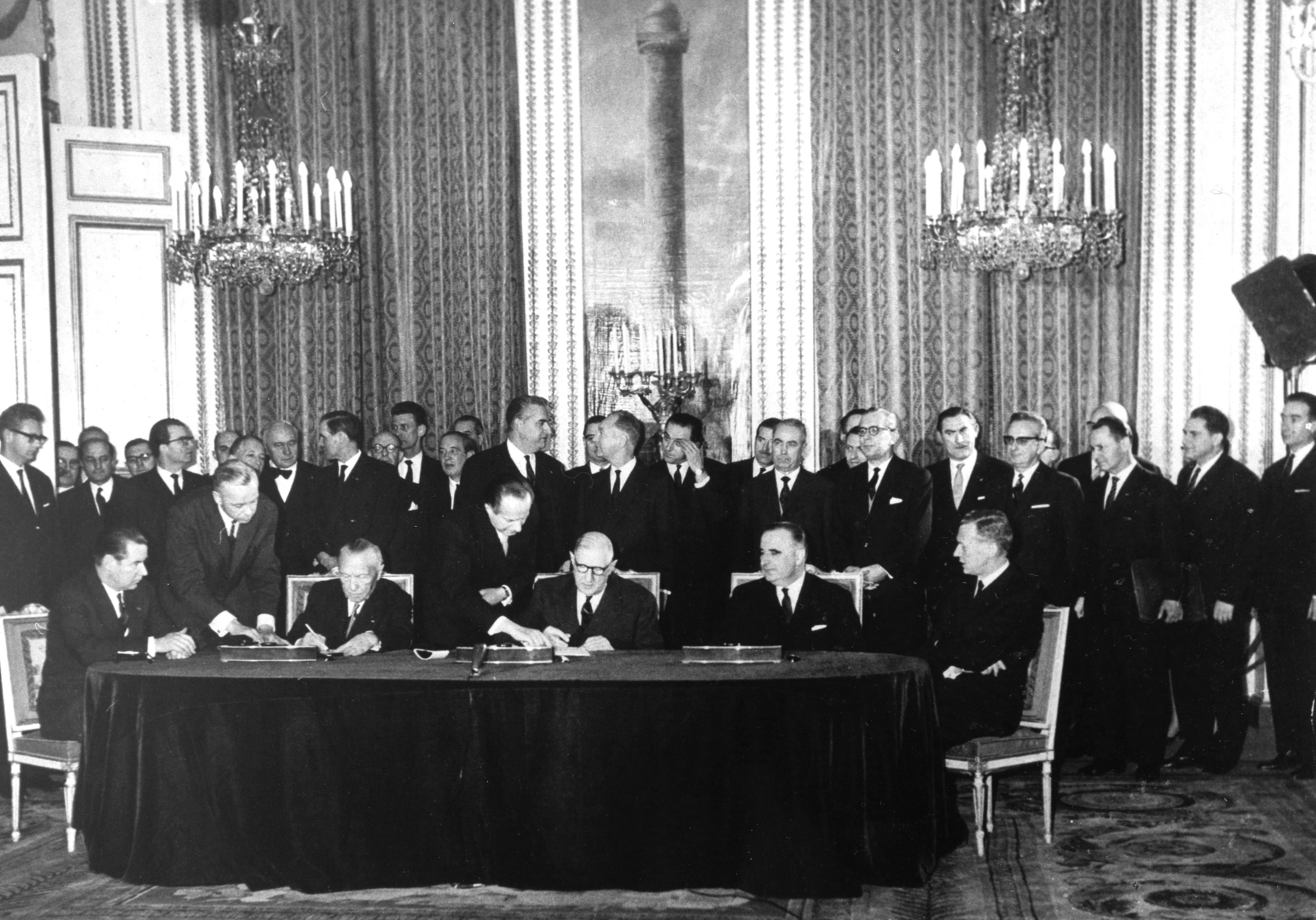
Firma del tratado en el salón Murat del palacio del Elíseo.

El tratado del Elíseo fue un tratado de amistad entre Francia y Alemania Occidental, firmado por el presidente Charles de Gaulle y el canciller Konrad Adenauer el 22 de enero de 1963 en el palacio del Elíseo de París. Con la firma de este tratado, Alemania y Francia establecieron las bases de una nueva relación que ponía fin a siglos de enemistad franco-alemana.

## Contenido
El tratado afirmaba la necesidad de consultas periódicas entre Francia y Alemania Occidental para todas las cuestiones importantes relacionadas con defensa, educación y juventud. Asimismo, el tratado establece la necesidad de cumbres periódicas de alto nivel, de tal forma que los jefes de Estado y de gobierno de ambos países deben reunirse al menos dos veces al año y los ministros de asuntos exteriores cada tres meses, para garantizar de esta forma una cooperación cercana entre ambos países.
El primer encuentro entre los dos jefes de Estado tuvo lugar en el domicilio privado de Charles de Gaulle en Colombey-les-Deux-Églises en septiembre de 1958. Desde entonces, los jefes de Estado franceses y alemanes han mantenido una relación cercana, considerada con frecuencia como el motor de la integración europea
Además, se estableció una comisión interministerial para coordinar y supervisar la cooperación entre ambas naciones. La comisión está formada por altos funcionarios de cada uno de los ministerios involucrados.